# Cryptoblepharus australis
Espèce
Synonymes
- Ablepharus boutonii australis Sternfeld, 1918
- Cryptoblepharus hawkeswoodi Wells & Wellington, 1985

Cryptoblepharus australis est une espèce de sauriens de la famille des Scincidae.

## Répartition
Cette espèce est endémique d'Australie.

## Publication originale
- Sternfeld, 1920 "1918" : Zur Tiergeographie Papuasiens und der pazifischen Inselwelt. Abhandlungen der Senckenbergischen Naturforschenden Gesellschaft, vol. 36, p. 375-436.